# Alumu-Tesu
Het Alumu-Tesu is een Volta-Congotaal die voornamelijk wordt gesproken in Nassarawa, Nigeria. Anno 1999 kende de taal ongeveer 7.000 sprekers.